# Расел Кроу
Расел Ајра Кроу (енгл. Russell Ira Crowe) новозеландски је и аустралијски глумац рођен 7. априла 1964. године у Велингтону (Нови Зеланд).

## Биографија
Кроу је рођен у Велингтону (Нови Зеланд), од оца Џона Александера Кроуа и мајке Џаслин Ивон Вумис. Кроува пра-пра-прабака је била Маоркиња, а поред маорског још има Норвешко, Ирско, Велшко и Шкотско порекло. 
Када му је било четири године са породицом се сели у Аустралију, а две године касније добија мању улогу у једној од епизода аустралијске тв серије Spyforce.
У Сиднеју је похађао Sydney Boys High School, али са 14 година се враћа на Нови Зеланд и тамо похађа Основну школу у Окланду. Кад је имао 21. годину враћа се у Аустралију и тамо похађа National Institute of Dramatic Art.
Након играња у ТВ серијама Neighbours и Living with the Law, добија своје прве филмске улоге у филмовима The Crossing и Prisoners of the Sun, 1990. године. Након успеха у Аустралији, почиње да игра у америчким филмовима као што су: Брзи и мртви, Виртуозност, Поверљиво из Л. А., Пробуђена савест, Гладијатор, Блистави ум. За филм Гладијатор је награђен Оскаром, док је номинован за филмове Пробуђена савест и Блистави ум, као најбољи главни глумац.

## Приватни живот
Кроу је био у вези са познатом глумицом Мег Рајан, коју је упознао на снимању филма Доказ живота, 2000. године. Венчао се 2003. године са аустралијском певачицом и глумицом Данјел Спенсер, са којом има два сина који се зову Чарлс Спенсер Кроу и Тенисон Спенсер Кроу.

## Награде

### Освојене награде
- Добитник Оскара као најбољи главни глумац у филму Гладијатор 2000. године
- Добитник Златног глобуса као најбољи главни глумац у филму Блистави ум 2001. године
- Добитник БАФТА као најбољи главни глумац у филму Блистави ум 2001. године
- Добитник Screen Actors Guild као најбољи главни глумац у филму Блистави ум 2001. године
- Добитник АФИ као најбољи главни глумац у филму Romper Stomper 1992. године
- Добитник АФИ као најбољи споредни глумац у филму Proof 1991. године

### Номинације
- Номинован за Оскара као најбољи главни глумац у филму Пробуђена савест 1999. године
- Номинован за Оскара као најбољи главни глумац у филму Блистави ум 2001. године

## Филмографија
| Улоге Расела Кроуа |                             |                        |                            |                |
| Година             | Српски назив                | Изворни назив          | Улога                      | Напомена       |
| 1990.              | Крвна заклетва              |                        | Џек Корбет                 |                |
| 1990.              | Раскршће                    |                        | Џони                       |                |
| 1991.              | Доказ                       |                        | Енди                       |                |
| 1992.              | Спотсвуд                    |                        | Ким Бари                   |                |
| 1992.              | Ромпер Стомпер              |                        | Хандо                      |                |
| 1993.              | Између чекића и наковња     |                        | Ист Дрискол                |                |
| 1993.              | Ни на небу, ни на земљи     |                        | Артур Баскин               |                |
| 1993.              | Сребрни пастув              |                        | човек                      |                |
| 1993.              | За тренутак                 |                        | Локлан                     |                |
| 1994.              | Збир свих нас               |                        | Џеф Мичел                  |                |
| 1995.              | Брзи и мртви                | The Quick and the Dead | Корт                       |                |
| 1995.              | Без повратка                |                        | Зак Грант                  |                |
| 1995.              | Виртуозност                 |                        | СИД 6.7                    |                |
| 1995.              | Груба магија                |                        | Алекс Рос                  |                |
| 1997.              | Поверљиво из Л. А.          |                        | Бад Вајт                   |                |
| 1997.              | Небо гори                   |                        | Колин                      |                |
| 1997.              | Раскид                      |                        | Стив                       |                |
| 1999.              | Мистерија на Аљасци         |                        | шериф Џон Биб              |                |
| 1999.              | Пробуђена савест            |                        | Џефри Вајганд              |                |
| 2000.              | Гладијатор                  |                        | Максим Децим Меридије      |                |
| 2000.              | Доказ живота                |                        | Тери Торн                  |                |
| 2001.              | Блистави ум                 |                        | Џон Неш                    |                |
| 2003.              | Господар и заповедник       |                        | капетан Џек Обри           |                |
| 2005.              | Бајка о боксеру             |                        | Џим Брадок                 |                |
| 2006.              | Добра година                |                        | Макс Скинер                |                |
| 2007.              | У 3.10 за Јуму              |                        | Бен Вејд                   |                |
| 2007.              | Амерички гангстер           |                        | детектив Ричи Робертс      |                |
| 2007.              | Нежност                     |                        | детектив Кристофоро        |                |
| 2008.              | Круг лажи                   |                        | Ед Хофман                  |                |
| 2009.              | У игри                      |                        | Кал Макафри                |                |
| 2010.              | Робин Худ                   |                        | Робин Худ                  |                |
| 2010.              | Следећа три дана            |                        | Џон Бренан                 |                |
| 2012.              | Дојлова република           |                        | Бојд Кили                  | ТВ серија      |
| 2012.              | Човек са гвозденом песницом |                        | Џекнајф                    |                |
| 2012.              | Јадници                     |                        | инспектор Жавер            |                |
| 2013.              | Сломљени град               |                        | Николас Хостетлер          |                |
| 2013.              | Човек од челика             |                        | Џор-Ел                     |                |
| 2014.              | Зимска прича                |                        | Перли Соумс                |                |
| 2014.              | Ноје                        |                        | Ноје                       |                |
| 2015.              | Извор наде                  |                        | Џошуа Конор                | такође редитељ |
| 2015.              | Очеви и ћерке               |                        | Џејк Дејвис                |                |
| 2016.              | Добри момци                 |                        | Џексон Хили                |                |
| 2017.              | Мумија                      |                        | др Хенри Џекил/Едвард Хајд |                |
| 2020.              | Ван контроле                |                        | Том Купер                  |                |
| 2021.              | Лига правде Зека Снајдера   |                        | Џор-Ел (глас)              |                |
| 2022.              | Тор: Љубав и гром           |                        | Зевс                       |                |
| 2023.              | Папин егзорциста            |                        | Габријеле Аморт            |                |
| 2024.              | Ловац Крејвен               |                        | Николај Кравинов           |                |